# Leichtathletik-Weltmeisterschaften 1997/5000 m der Frauen
Der 5000-Meter-Lauf der Frauen bei den Leichtathletik-Weltmeisterschaften 1997 wurde am 7. und 9. August 1997 im Olympiastadion der griechischen Hauptstadt Athen ausgetragen. Der Wettbewerb hatte bei den vorangegangenen Weltmeisterschaften in Göteborg das Rennen über 3000 Meter abgelöst, war also in dieser Form erst zum zweiten Mal Programmteil bei Leichtathletik-Weltmeisterschaften.
Weltmeisterin wurde die rumänische Olympiazweite von 1996 über 1500 Meter und EM-Dritte von 1994 über 3000 Meter Gabriela Szabo. Sie gewann vor der italienischen Olympiadritten von 1996 Roberta Brunet. Bronze ging an die portugiesische Vizeweltmeisterin von 1995 und Weltrekordinhaberin Fernanda Ribeiro, die über 10.000 Meter außerdem 1995 Weltmeisterin sowie 1994 Europameisterin war und hier vier Tage zuvor die Silbermedaille errungen hatte.

## Bestehende Rekorde
| Weltrekord | 14:36,45 min | Fernanda Ribeiro | Hechtel, Belgien              | 22. Juli 1995   |
| WM-Rekord  | 14:46,47 min | Sonia O’Sullivan | WM 1995 in Göteborg, Schweden | 12. August 1995 |

Der bestehende WM-Rekord wurde bei diesen Weltmeisterschaften nicht eingestellt und nicht verbessert.
Es wurden zwei Landesrekorde aufgestellt:
- 18:34,45 – Zalia Aliou (Togo), 1. Vorlauf am 7. August
- 15:55,22 – Restituta Joseph (Tansania), 2. Vorlauf am 7. August

## Vorrunde
Die Vorrunde wurde in zwei Läufen durchgeführt. Die ersten sechs Athletinnen pro Lauf – hellblau unterlegt – sowie die darüber hinaus drei zeitschnellsten Läuferinnen – hellgrün unterlegt – qualifizierten sich für das Finale.

### Vorlauf 1

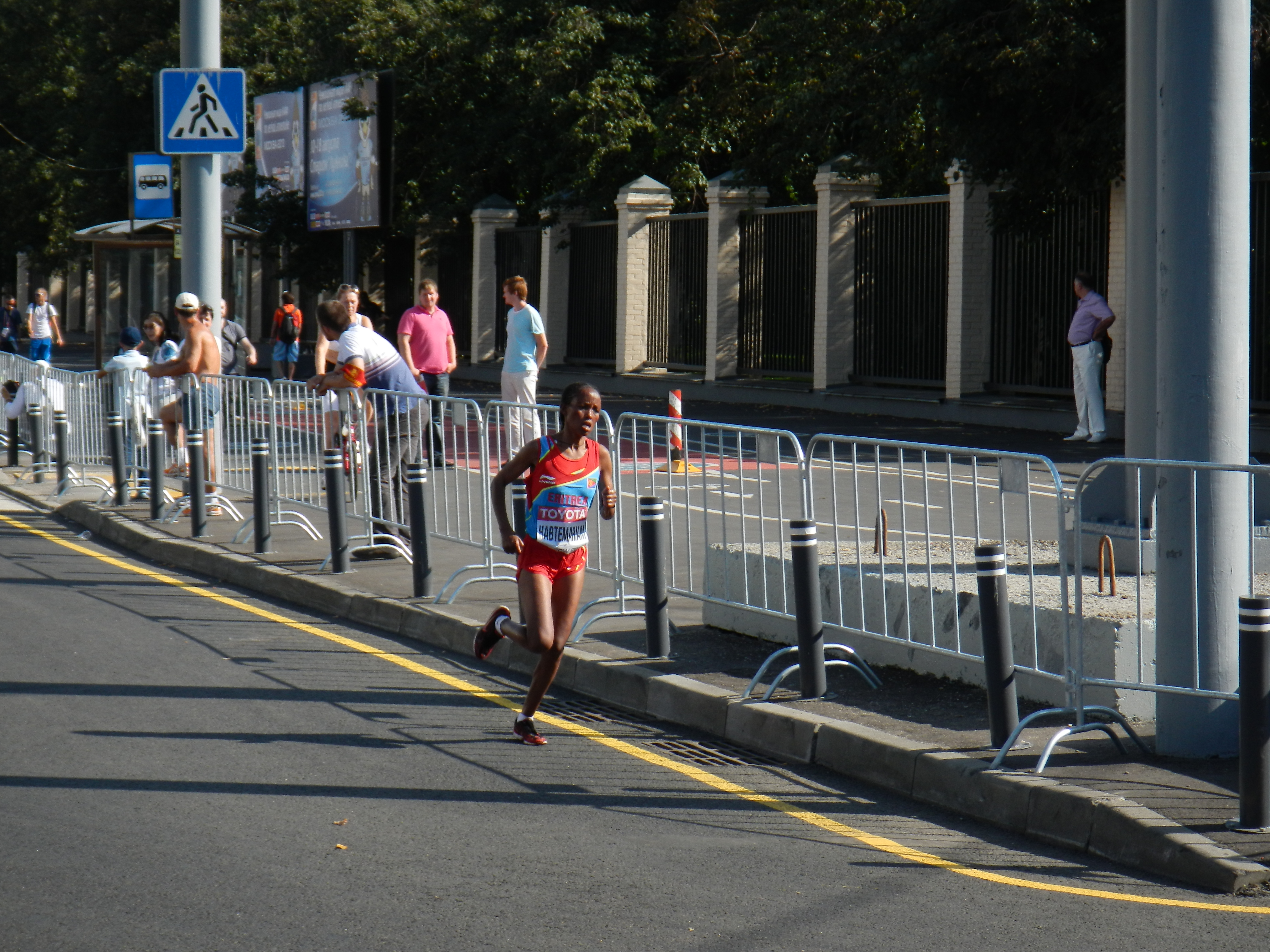
Nebiat Habtemariam erreichte als Neunzehnte ihres Vorlaufs nicht das Finale

7. August 1997, 20:20 Uhr
| Platz | Name               | Nation              | Zeit (min)  |
| ----- | ------------------ | ------------------- | ----------- |
| 1     | Gabriela Szabo     | Rumänien            | 15:26,62    |
| 2     | Paula Radcliffe    | Großbritannien      | 15:27,25    |
| 3     | Harumi Hiroyama    | Japan               | 15:27,75    |
| 4     | Roberta Brunet     | Italien             | 15:29,03    |
| 5     | Ayelech Worku      | Äthiopien           | 15:29,37    |
| 6     | Wei Li             | Volksrepublik China | 15:29,62    |
| 7     | Libbie Hickman     | USA                 | 15:30,56    |
| 8     | Gunhild Halle      | Norwegen            | 15:32,13    |
| 9     | Kate Anderson      | Australien          | 15:36,16    |
| 10    | Jelena Kopytowa    | Russland            | 15:37,19    |
| 11    | Adriana Fernández  | Mexiko              | 15:41,55    |
| 12    | Melody Fairchild   | USA                 | 15:47,66    |
| 13    | Marina Bastos      | Portugal            | 15:54,01    |
| 14    | Valerie Vaughan    | Irland              | 15:57,58    |
| 15    | Zahra Ouaziz       | Marokko             | 15:58,84    |
| 16    | Genet Gebregiorgis | Äthiopien           | 16:04,40    |
| 17    | Laurence Duquenoy  | Frankreich          | 16:06,02    |
| 18    | Justine Nahimana   | Burundi             | 17:21,77    |
| 19    | Nebiat Habtemariam | Eritrea             | 18:26,50    |
| 20    | Zalia Aliou        | Togo                | 18:34,45 NR |
| 21    | Martha Portoblanco | Nicaragua           | 19:08,44    |
| DNS   | Maysa Matrood      | Irak                |             |
| DNS   | Elana Meyer        | Südafrika           |             |

### Vorlauf 2
7. August 1997, 20:50 Uhr
| Platz | Name                         | Nation              | Zeit (min)  |
| ----- | ---------------------------- | ------------------- | ----------- |
| 1     | Fernanda Ribeiro             | Portugal            | 15:27,30    |
| 2     | Liu Jianying                 | Volksrepublik China | 15:29,28    |
| 3     | Lydia Cheromei               | Kenia               | 15:32,00    |
| 4     | Merima Denboba               | Äthiopien           | 15:32,01    |
| 5     | Naoko Takahashi              | Japan               | 15:32,25    |
| 6     | Yuko Kawakami                | Japan               | 15:32,71    |
| 7     | Sonia O’Sullivan             | Irland              | 15:40,82    |
| 8     | Stela Olteanu                | Rumänien            | 15:40,86    |
| 9     | Olivera Jevtić               | BR Jugoslawien      | 15:43,76    |
| 10    | Hrisostomía Iakóvou          | Griechenland        | 15:51,14    |
| 11    | Restituta Joseph             | Tansania            | 15:55,22 NR |
| 12    | Amy Rudolph                  | USA                 | 16:00,87    |
| 13    | Una English                  | Irland              | 16:07,09    |
| 14    | Jeļena Prokopčuka            | Lettland            | 16:27,63    |
| 15    | Helena Javornik              | Slowenien           | 16:28,38    |
| DNF   | Kristina da Fonseca-Wollheim | Deutschland         |             |
| DNF   | Anne Hare                    | Neuseeland          |             |
| DNS   | Carol Howe                   | Kanada              |             |
| DNS   | Annemari Sandell             | Finnland            |             |

In der Vorrunde im zweiten Vorlauf ausgeschiedene Läuferinnen:

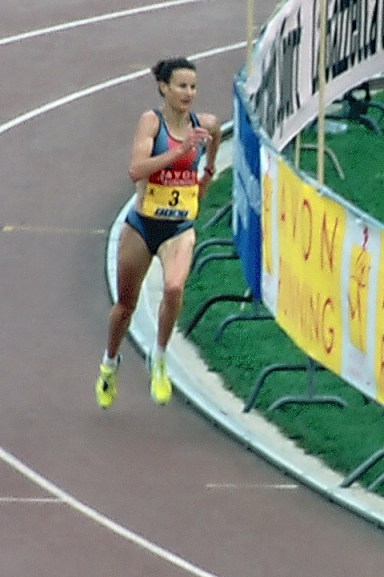
Sonia O’Sullivan (Titelverteidigerin) – Rang sieben in 15:40,82 min
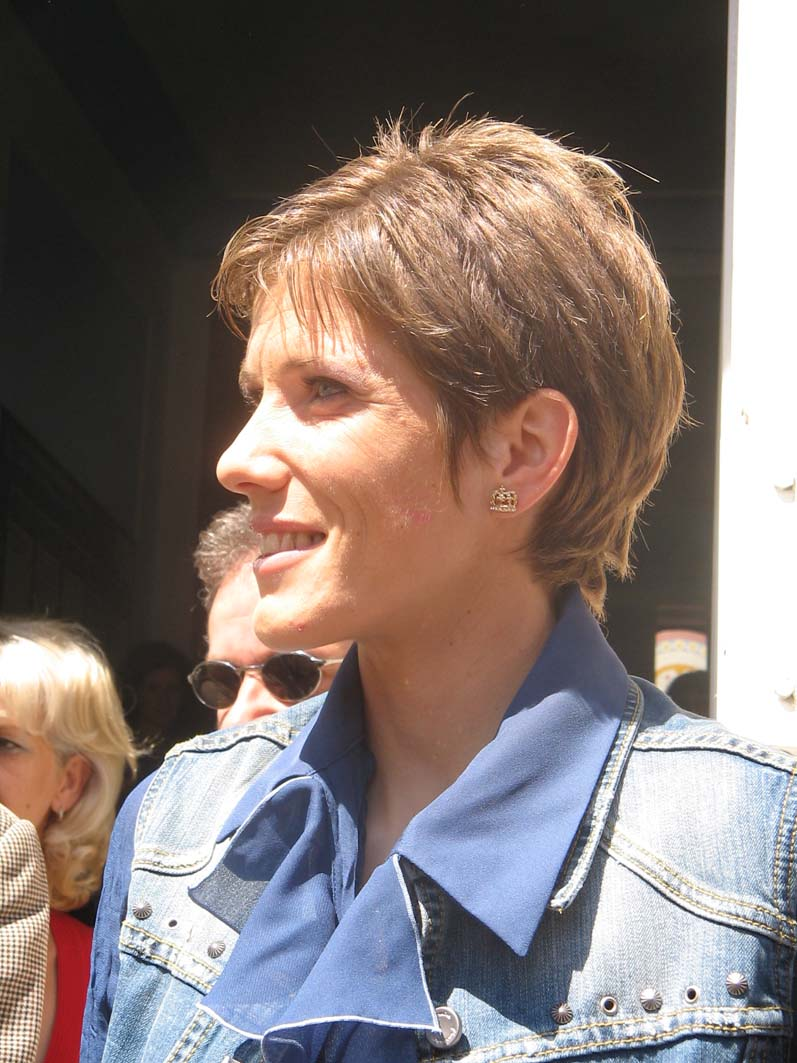
Olivera Jevtić (Foto: 2009) – Rang neun in 15:43,76 min
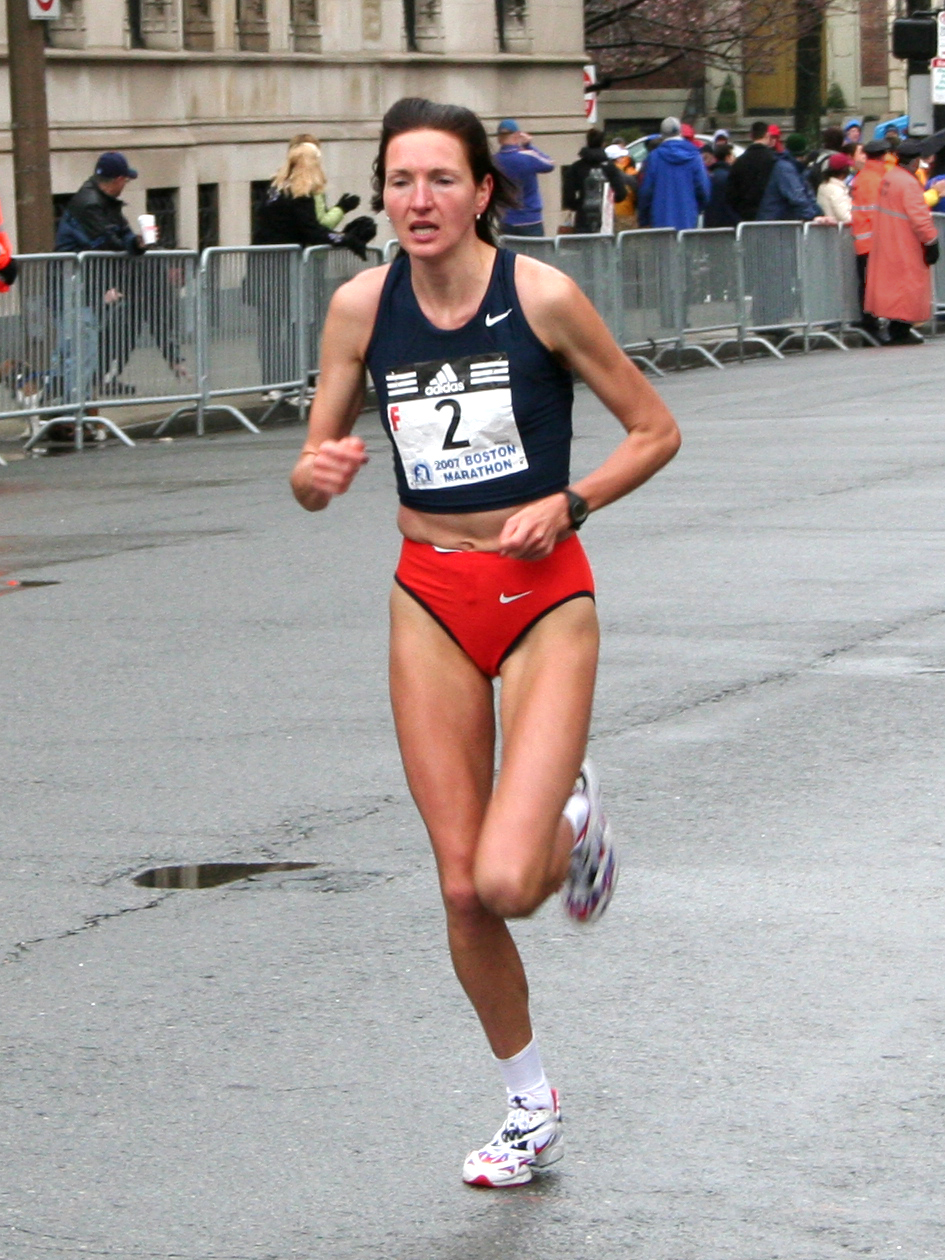
Jeļena Prokopčuka (hier beim Boston-Marathon 2007) – Rang vierzehn in 16:27,63 min
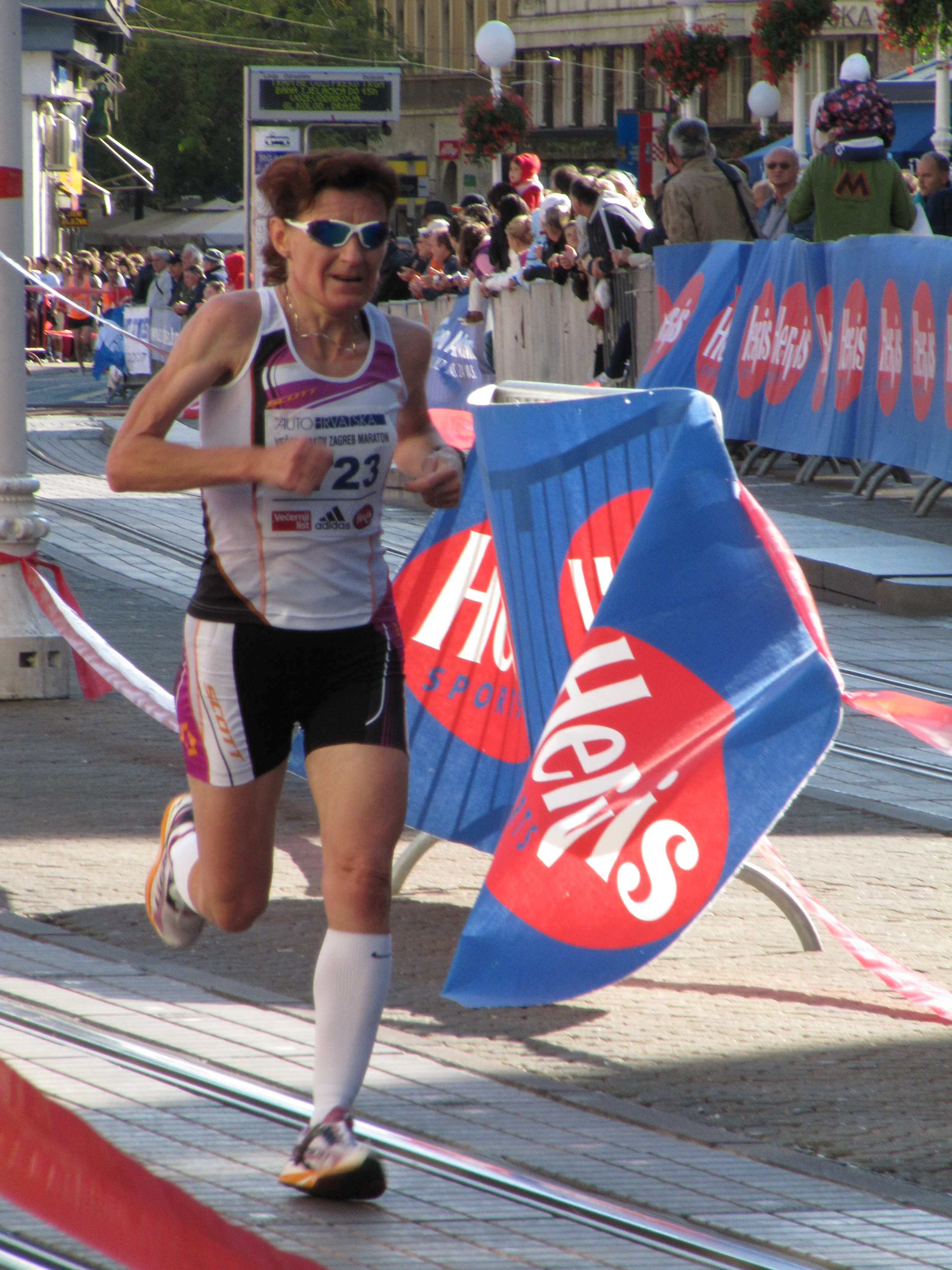
Helena Javornik (hier beim Zagreb Marathon 2011) – Rang fünfzehn in 16:28,38 min

## Finale
9. August 1997, 20:30 Uhr
| Platz | Name             | Nation              | Zeit (min) |
| ----- | ---------------- | ------------------- | ---------- |
| 1     | Gabriela Szabo   | Rumänien            | 14:57,68   |
| 2     | Roberta Brunet   | Italien             | 14:58,29   |
| 3     | Fernanda Ribeiro | Portugal            | 14:58,85   |
| 4     | Paula Radcliffe  | Großbritannien      | 15:01,74   |
| 5     | Lydia Cheromei   | Kenia               | 15:07,88   |
| 6     | Liu Jianying     | Volksrepublik China | 15:10,64   |
| 7     | Libbie Hickman   | USA                 | 15:11,15   |
| 8     | Harumi Hiroyama  | Japan               | 15:21,19   |
| 9     | Wei Li           | Volksrepublik China | 15:24,04   |
| 10    | Merima Denboba   | Äthiopien           | 15:27,76   |
| 11    | Kate Anderson    | Australien          | 15:27,78   |
| 12    | Ayelech Worku    | Äthiopien           | 15:28,07   |
| 13    | Naoko Takahashi  | Japan               | 15:32,83   |
| 14    | Gunhild Halle    | Norwegen            | 15:37,85   |
| 15    | Yuko Kawakami    | Japan               | 15:45,48   |

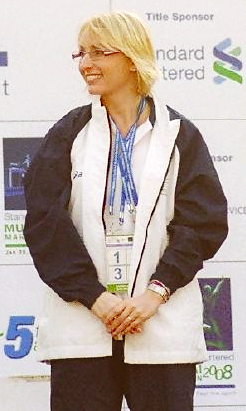
Weltmeisterin wurde Gabriela Szabo, 1996 Olympiazweite über 1500 Meter und 1994 EM-Dritte über 3000 Meter

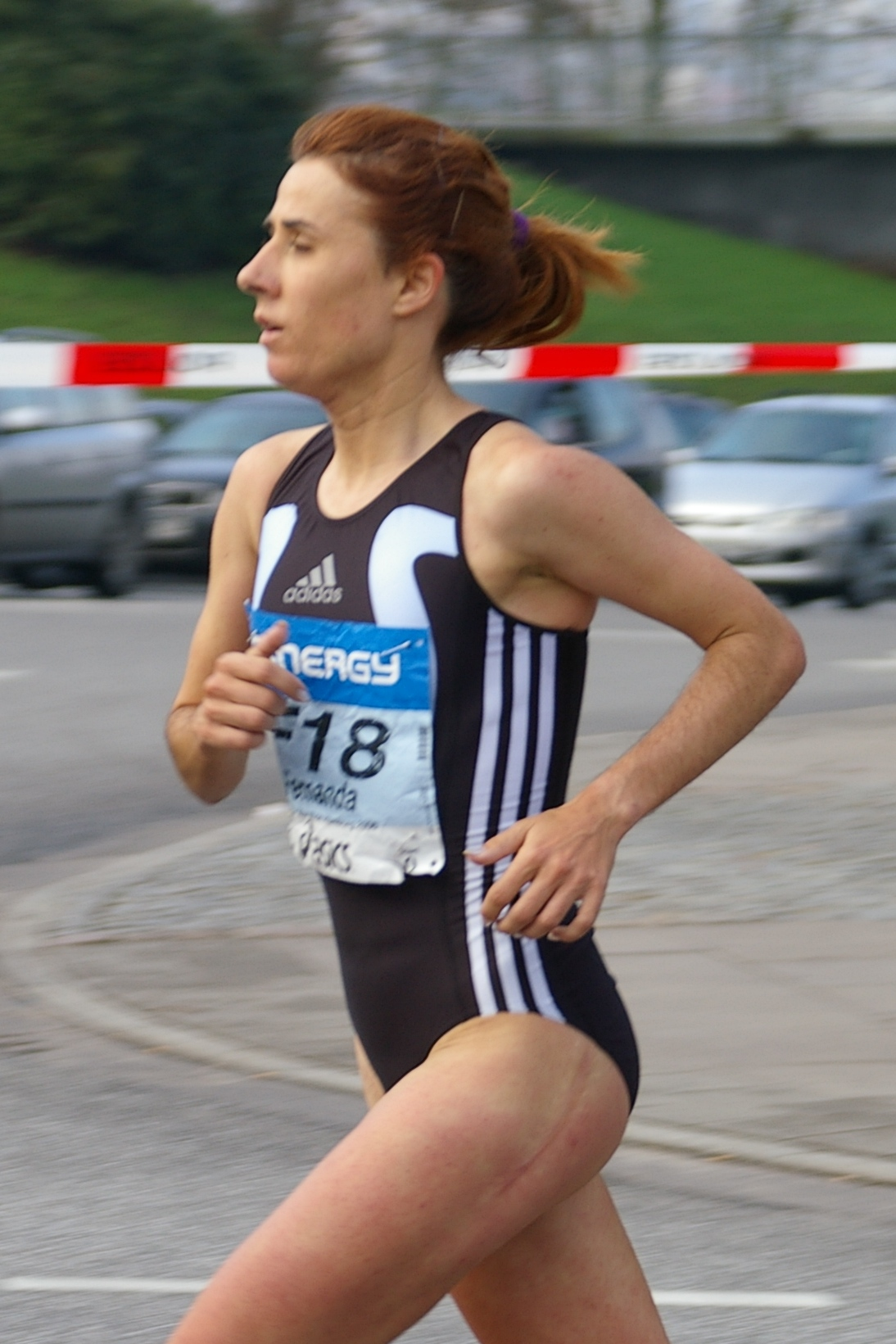
Bronze gewann die Weltrekordinhaberin Fernanda Ribeiro, 1995 Vizeweltmeisterin und über 10.000 Meter außerdem 1995 Weltmeisterin sowie 1994 Europameisterin – sie hatte hier vier Tage zuvor auf der längsten Bahndistanz die Silbermedaille errungen
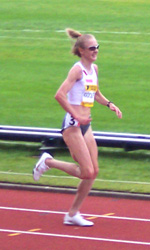
Die Tempoläuferin Paula Radcliffe belegte Rang vier und verpasste aufgrund ihrer Spurtschwäche wiederum eine Medaille – später errang sie dann doch noch mehrmals Edelmetall
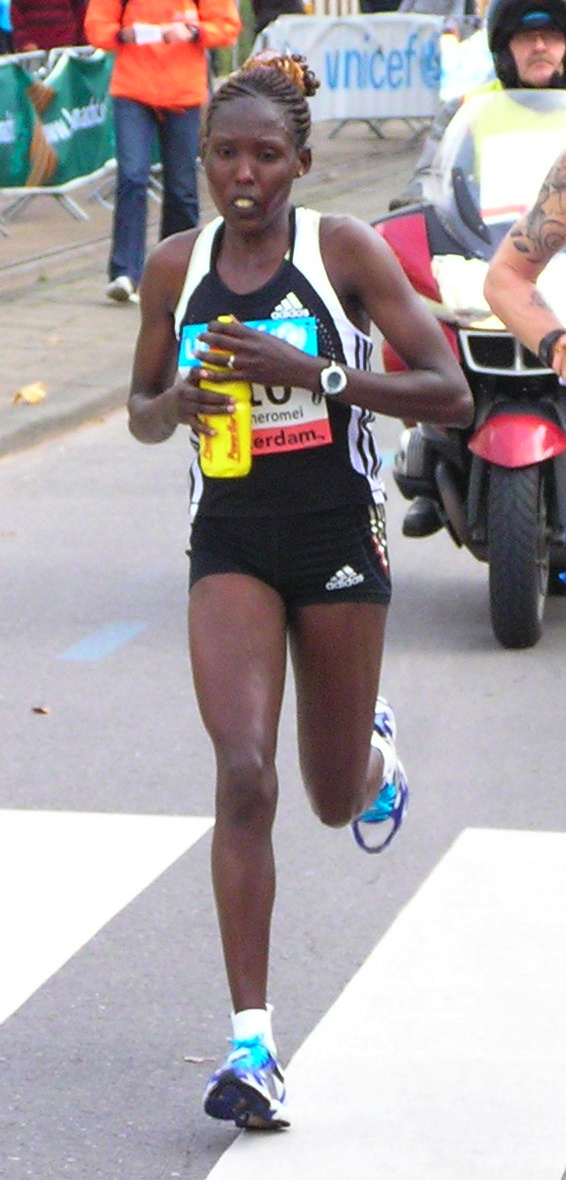
Lydia Cheromei (hier beim Amsterdam-Marathon 2008) kam auf den fünften Platz

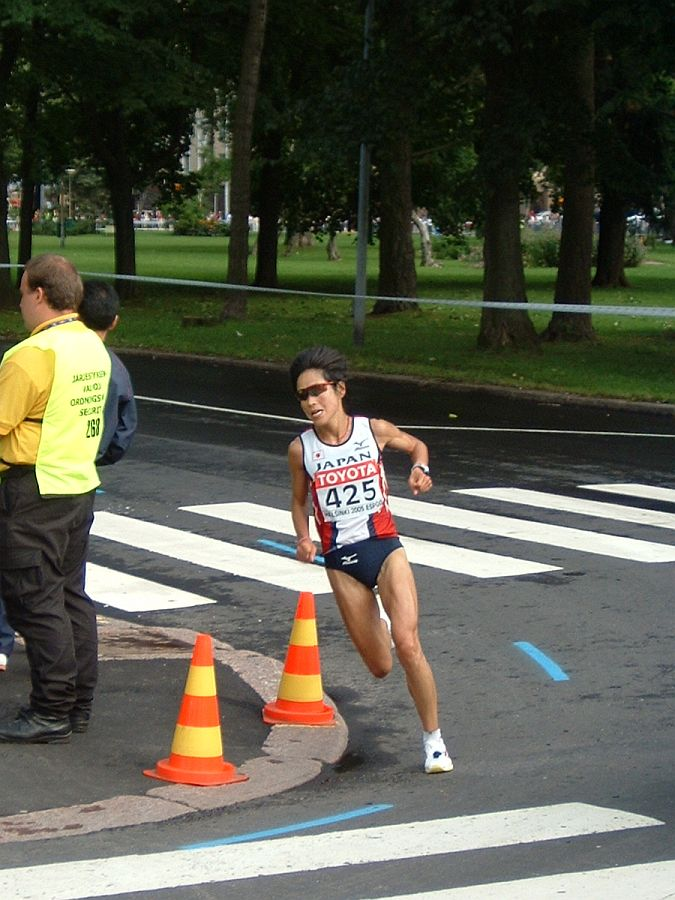
Harumi Hiroyama (hier während des Marathonlaufs bei den Weltmeisterschaften 2005) erreichte Platz acht
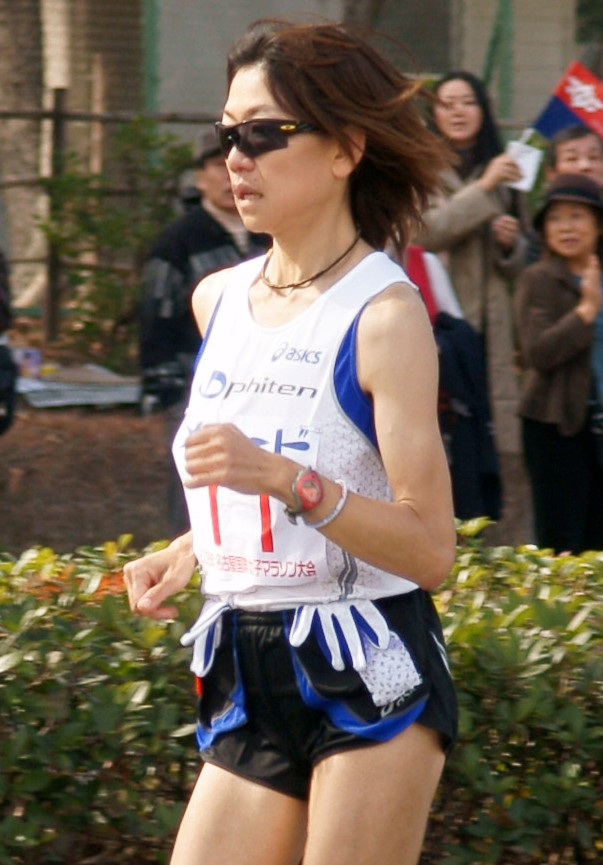
Rang dreizehn für Naoko Takahashi (hier beim Nagoya-Marathon 2014) – 2000 wurde sie Marathon-Olympiasiegerin